# Bico de Tartaruga (constelação chinesa)

Ilustração da Bico de Tartaruga (constelação chinesa) na enciclopédia chinesa Gujin Tushu Jicheng,

Bico de Tartaruga (em chinês: 觜宿 e literalmente, em inglês: Turtle Beak) é uma constelação chinesa e uma mansão lunar componente do Tigre-branco.